# Football Club 93 Bobigny-Bagnolet-Gagny
Maillots
Actualités
Dernière mise à jour : 30 mars 2025.
Le Football Club 93 Bobigny-Bagnolet-Gagny, abrégé en FC Bobigny-Bagnolet-Gagny et couramment appelé Football Club 93 ou FC 93, est un club de football français fondé en 2020 et situé à Bobigny en Seine-Saint-Denis.
Le club, fondé par fusion de trois clubs, évolue depuis en National 2.

## Histoire
En 2013, la section football de l'Athlétic Club Bobigny prend son indépendance sous le nom de Académie de football de Bobigny alors que le club évolue en Régional 1,.
Le club atteint les 32es de finale de la Coupe de France lors de l'édition 2014-2015, s'inclinant 0-3 face à Évian Thonon Gaillard, club de Ligue 1.
À l'issue de la saison 2016-2017, le club termine cinquième de Régional 1 et accède au National 3. Les Balbyniens terminent le championnat à la première place en ne concédant que trois défaites. Depuis la saison 2018-2019, le club évolue en National 2.
En 2020, le club fusionne avec Bagnolet Académie et l'USM Gagny pour former le Football Club 93 Bobigny-Bagnolet-Gagny 93.

## Logos

Ancien logo AF Bobigny
Logo de 2020 à 2024.
Logo depuis 2024.

## Palmarès
- National 3 (1) :
  - Vainqueur du groupe Île-de-France en 2018.

## Anciens joueurs
- Odsonne Édouard
- Ahmed Mogni